# Frederik aan de Rijn

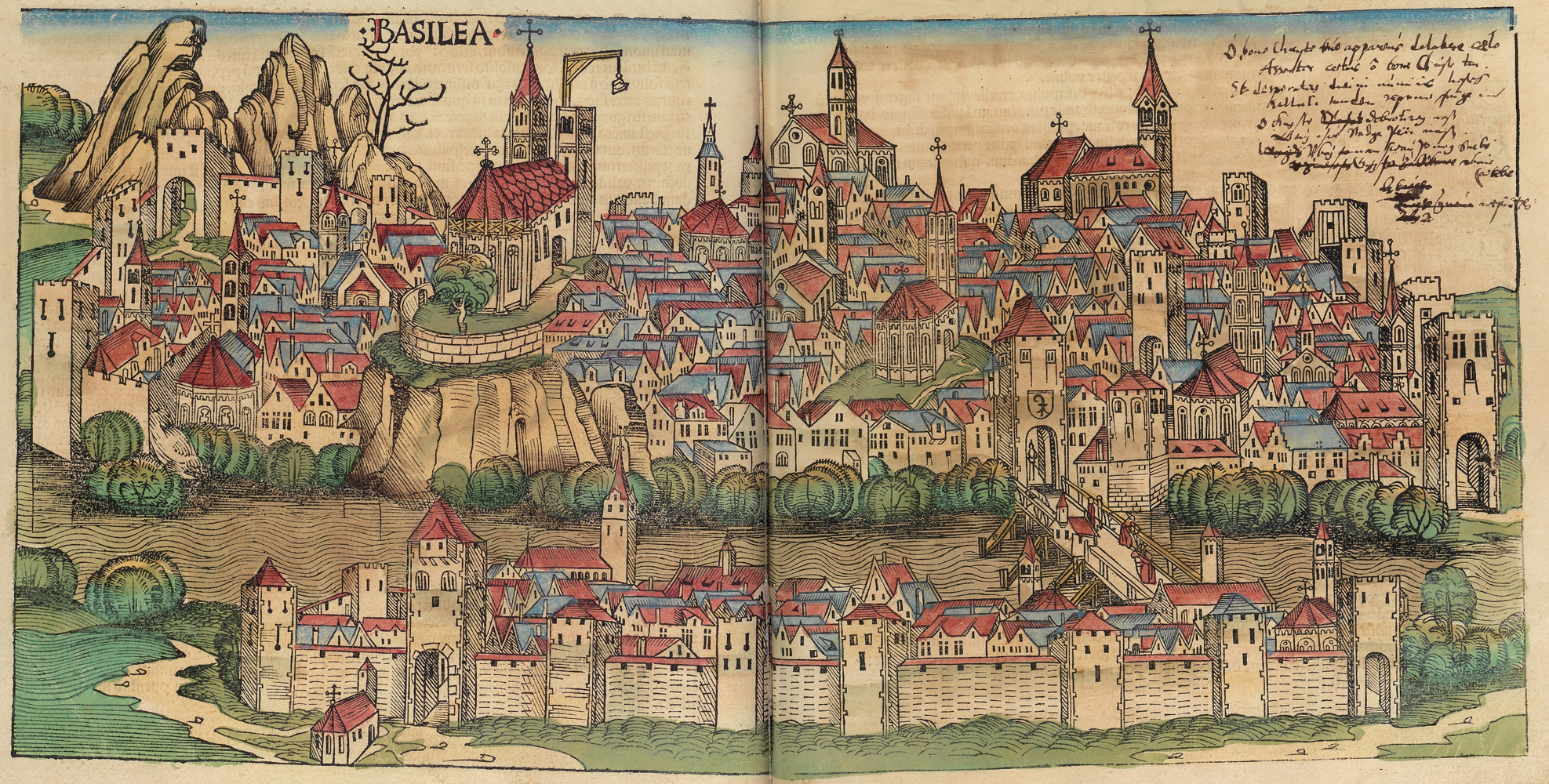
Bazel in de 15e eeuw

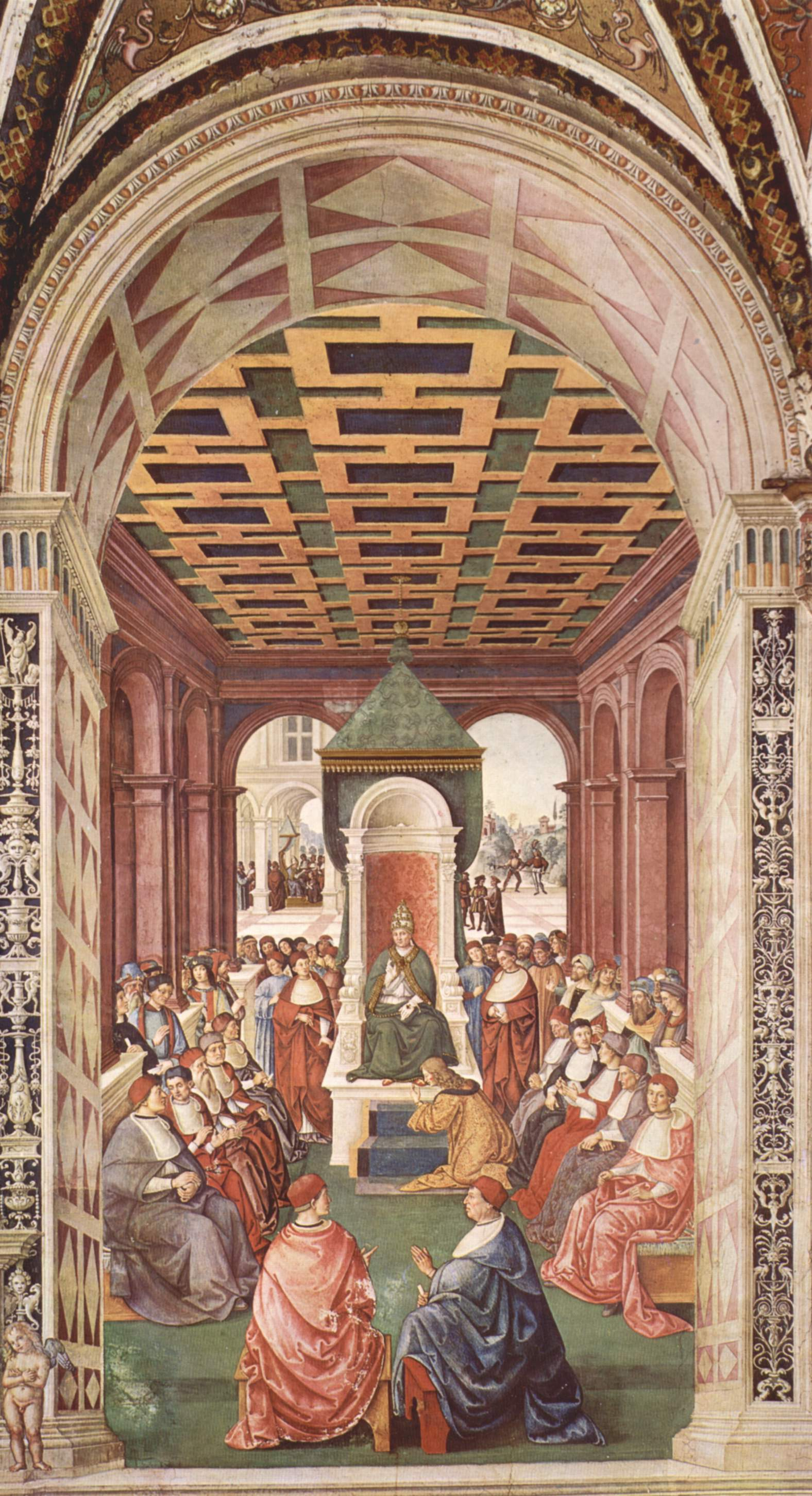
Paus Eugenius IV verklaarde bisschop Frederik aan de Rijn een ketter (Ferrara, 1438).

Frederik aan de Rijn (Mulhouse, eind 14e eeuw – Bazel, 5 januari 1451) was prins-bisschop van Bazel (1437-1451).
Frederik maakte naam in Europa door na het officieel Concilie van Bazel (1431-1437) (paus Eugenius IV was er boos weggelopen), tegenpaus Felix V in Bazel binnen te halen en het Concilie van Bazel schismatisch verder te zetten, dit wil zeggen niet volgens de Roomse lijn.

## Levensloop
Frederik was afkomstig uit de familie aan de Rijn, een familie van ambtenaren en rechters in de Elzas en in Bazel in het Rooms-Duitse Rijk. Zijn ouders waren Fritschmann de Jongere aan de Rijn, ministeriaal in Mulhouse en Ursula van Halle. Frederik werd kanunnik in het kapittel van de kathedraal van Bazel. Frederik was er vele jaren kanunnik, met name van 1398 tot 1430. In deze periode studeerde hij de lagere studies theologie aan de universiteit van Heidelberg. Bazel was een prinsbisdom dat kerkelijk afhing van het aartsbisdom Mainz.
Van 1430 tot 1437 was Frederik kanunnik in het naburige bisdom Konstanz, waar hij de bevordering ontving tot aartsdiaken van Breisgau. Het landgraafschap Breisgau was een van de Habsburgse landen die de Oostenrijkers Voor-Oostenrijk noemden. Frederik maakte er kennis met de Habsburgse dynastie en hun rivaal, keizer Sigismund van Luxemburg. Als aartsdiaken had hij de kerkelijke belastingen in handen, wat hem in contact bracht met de wereldlijke heersers in Breisgau.
In 1437 keerde Frederik aan de Rijn terug naar Bazel, ditmaal als bisschop. Het Concilie van Bazel (1431-1437) was er tot stilstand gekomen doordat paus Eugenius IV boos was weggelopen. De paus zette het officieel concilie verder in de stad Ferrara. Bisschop Frederik en de concilievaders in Bazel zetten Eugenius IV af. Zodoende verliep het Concilie van Bazel schismatisch. In Bazel kozen ze hertog Amadeus VIII van Savoye als tegenpaus. Hij nam de naam aan Felix V en werd ingezegend in de kathedraal van Lausanne. Bisschop Frederik haalde plechtig de tegenpaus Felix V binnen in zijn bisschopsstad Bazel. De paus in Rome, Eugenius IV, werd tot ketter verklaard. Eugenius IV reageerde dan weer door bisschop Frederik en de prelaten in Bazel in de ban van de kerk te slaan. De koning van Frankrijk begreep dan weer dat hij de macht verwierf over de hele Franse kerk. In het dispuut met Rome kreeg bisschop Frederik de steun van de Rijksstad Bazel, wat merkwaardig was, want prinsbisschop en Rijksstad lagen voortdurend overhoop.
In de jaren 1447-1448 liep het schisma in Bazel ten einde, onder druk van keizer Frederik III. Bisschop Frederik verzoende zich met paus Nicolaas V en Frederik III. Frederik III benoemde bisschop Frederik bovendien tot een van zijn raadsheren.
Bisschop Frederik organiseerde het belastingssysteem in Bazel; hij stelde het Liber Marcarum op, een soort belastingsboek, zodat hij een overzicht had van zijn inkomsten. Hij stichtte een ziekenverblijf in Delsberg. Zijn vroegere ervaringen met de Oostenrijkers kwam te pas toen hij moest bemiddelen tussen de Habsburgers en het kanton Bern. Het was een periode van expansiedrift van Bern, wat botste met deze van de Habsburgers.
Frederik stierf in 1451 en werd begraven in de kathedraal van Bazel.
- Gemeinsame Normdatei: 1017795517
- Historisch woordenboek van Zwitserland: 012909
- Virtual International Authority File: 221033217